# Carrosio
Carrosio és un municipi situat al territori de la província d'Alessandria, a la regió del Piemont, (Itàlia).
Limita amb els municipis de Gavi, Voltaggio i Bosio.
Pertanyen al municipi la frazione de Ricoi.